# Maragda lluent
La maragda lluent (Somatochlora metallica) és una espècie odonat anisòpter de la família dels cordúlids present a Catalunya.

## Distribució
Es troba des d'Europa fins a Sibèria. És comuna al nord mentre que al sud es restringeix a llacs de muntanya. A la península Ibèrica només habita els Pirineus.

## Descripció
La longitud del cos és de 50 a 55 mm. Els ulls són verds i el tòrax verd brillant cobert amb pèls clars. La base de les ales és groga. L'abdomen del mascle és més ample en els segments S7 i S8. La femella té una fulla vulvar llarga perpendicular al cos.

## Ecologia
Cria en aigües estancades o amb poca corrent, amb arbres que proporcionin ombra i ribes escarpades, condicions que generalment es troben en boscos.

## Galeria

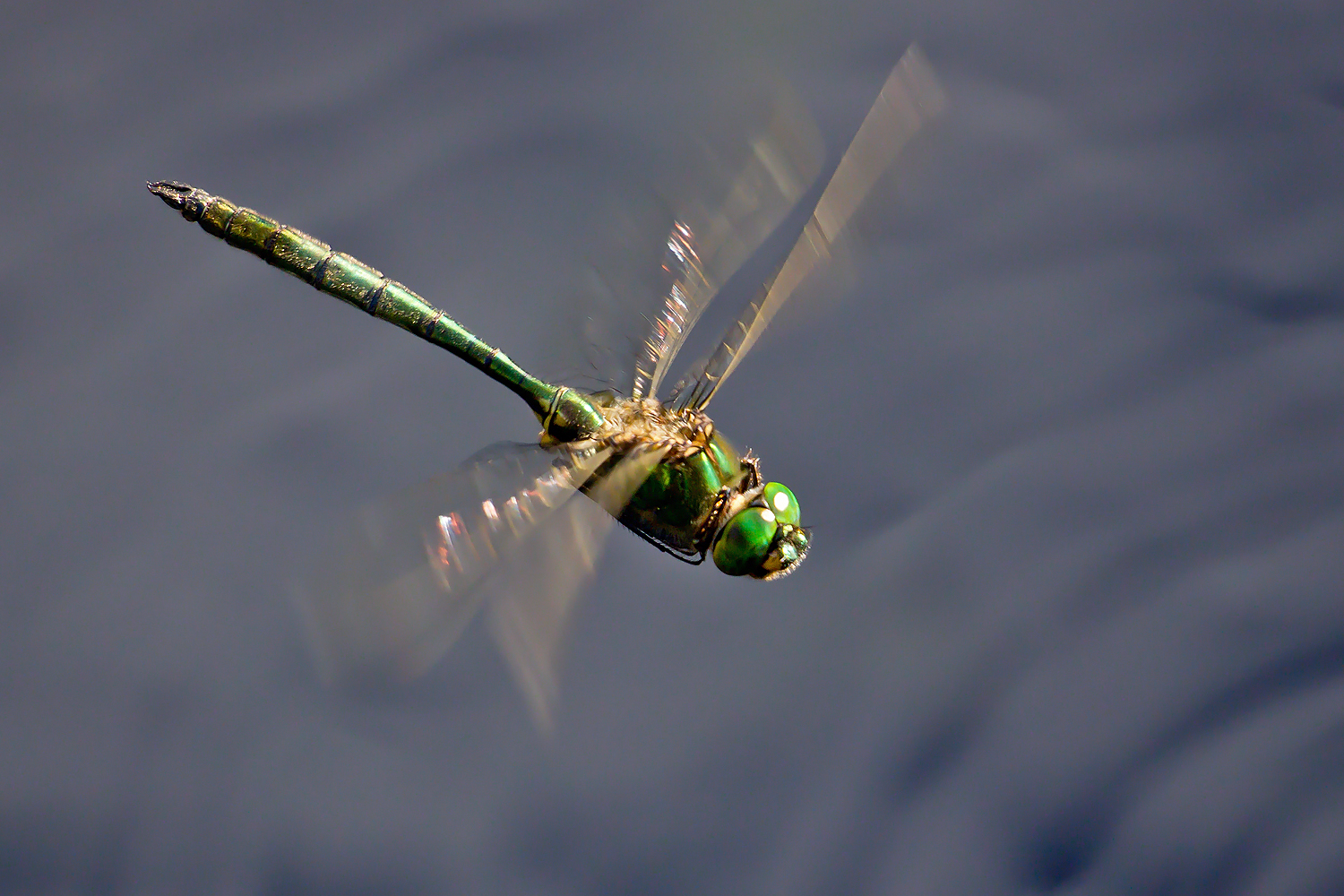
Mascle en vol
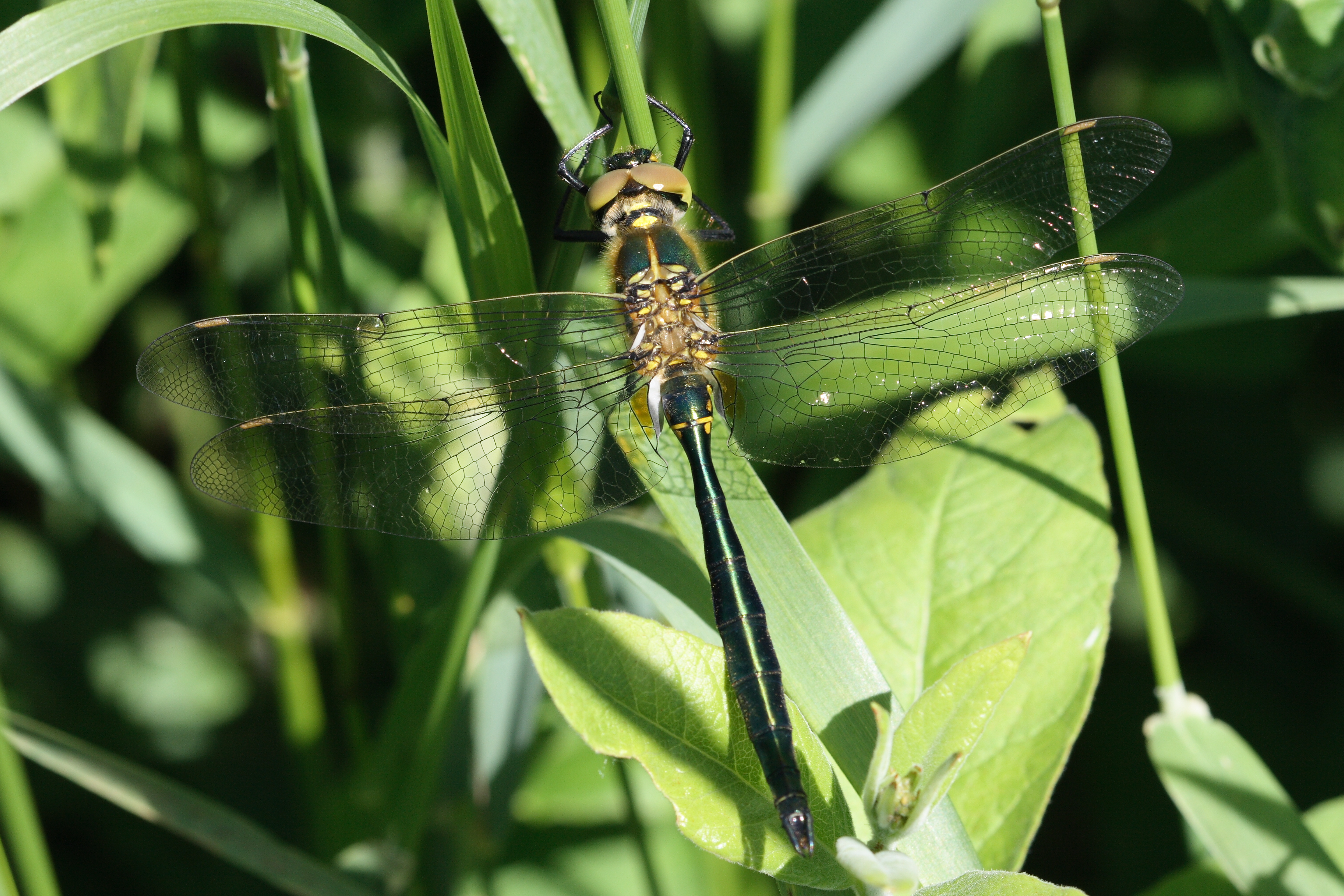
Mascle en repòs